# Структура Холідея

Схема структури Холідея

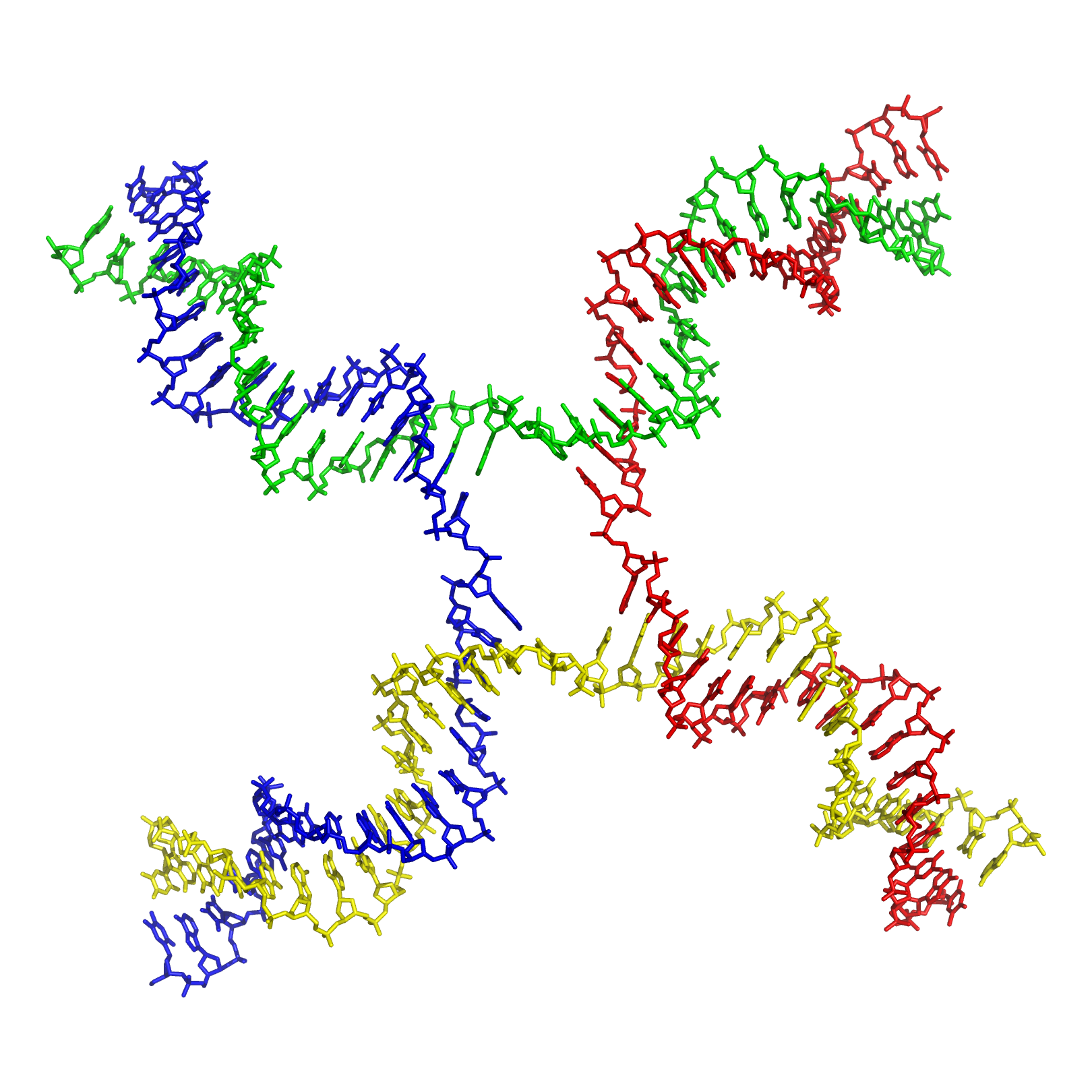
Молекулярна будова структури Холідея. З.

Структура Холідея — рухоме з'єднання між чотирма ланцюжками ДНК. Названа на честь Робіна Холлідея, який запропонував її в 1964 році, досліджуючи обмін генетичної інформації в дріжджах (хоча структура існує практично у всіх еукаріотів) під час гомологічної рекомбінації.

## Зовнішні посилання
- MeSH Holliday+junctions
- Conformational Change of Holliday Junction [Архівовано 16 вересня 2009 у Wayback Machine.]
- Holliday Structure in tetrahedral form
- Analysis of branch migration activites of proteins using synthetic DNA substrates (a protocol)